# إيمي برون
كان إيمي برون (28 يونيو 1887 - 1 يوليو 1969)، من هواة جمع الطوابع الفرنسيين، وقد أُضيف إلى قائمة هواة جمع الطوابع المتميزين عام 1948.
كان برون خبيرًا بارزًا في جمع الطوابع في عقدي الخمسينيات والستينيات من القرن العشرين، وهو جد جان فرانسوا برون.